# Stazione di Carcaci
La stazione di Carcaci era una stazione ferroviaria, a traffico essenzialmente merci, di media importanza, posta al km 31+915 della Ferrovia Motta Sant'Anastasia-Regalbuto; è dismessa dal 1987.

## Storia

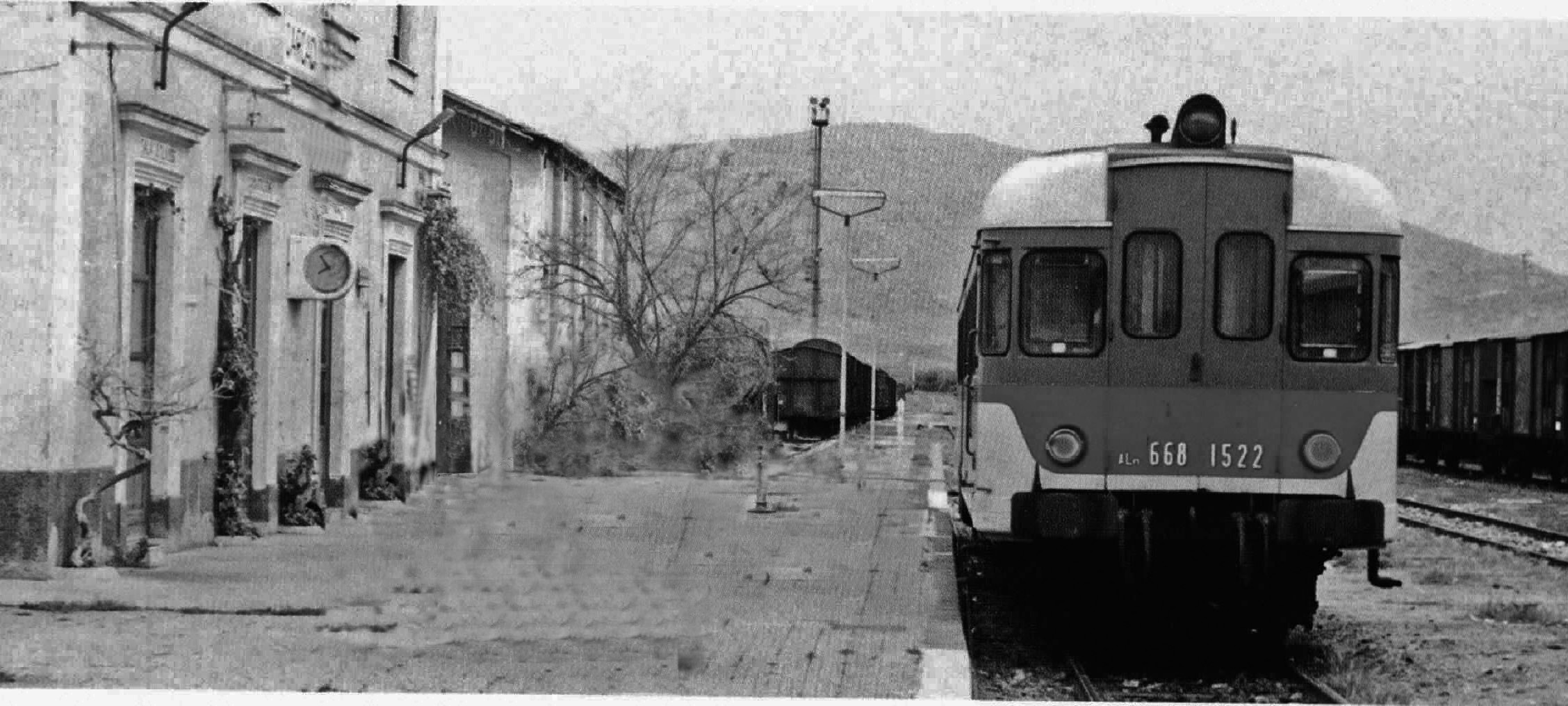
La stazione di Carcaci in un'immagine del 1975.

La stazione venne costruita nell'ambito della seconda fase del progetto di ferrovia che avrebbe dovuto raggiungere le zone zolfifere dell'area Assoro-Leonforte-Nicosia, e proseguire verso Palermo ma che rimase incompiuto.
La stazione venne costruita non molto distante dal ponte stradale della Strada statale 121 sul fiume Simeto, distante alcuni km dai centri abitati di Adrano e Centuripe nei pressi dell'omonimo borgo agricolo e in zona di produzione agrumaria. Venne inaugurata nel 1952 in concomitanza con l'apertura all'esercizio della tratta ferroviaria da Motta S. Anastasia a Schettino nonostante fosse stata già costruita in parte prima della seconda guerra mondiale.
In seguito alla sospensione, alla fine degli anni settanta, della tratta fino a Regalbuto, divenne il terminale provvisorio della linea fino al 1986.
La stazione era presenziata da un assuntore in conseguenza dell'esercizio a Dirigenza Unica della linea, successivamente da un gestore.
La stazione assunse quindi un ruolo relativamente importante perché concentrò il carico merci e degli agrumi delle stazioni precedenti sospese dal servizio con carri merci aventi origine nella stazione stessa. La località vedeva, nel periodo tra novembre e maggio di ogni anno un notevole lavoro di carico di carri merci derrate e di scomposizione e preparazione dei treni.
La dismissione della stazione è avvenuta con il decreto ministeriale DM 73/T del 15 aprile 1987 contestualmente a quella della linea. La linea tuttavia è rimasta utilizzabile con circolazione in regime di manovra.

## Strutture e impianti
L'edificio di stazione venne costruito ad ovest della linea ferrata; si componeva di un corpo centrale a 2 livelli e a quattro luci per facciata con edificio servizi laterale e giardinetto adiacente. Sul lato nord il magazzino merci con piano caricatore e un fascio merci di binari tronchi raccordati sul lato nord al binario di corretto tracciato sui quali insisteva anche un ponte a bilico da 40 t per la pesatura dei carri e una sagoma limite.
Il fascio binari comprendeva il primo binario, per arrivo e partenza e servizio viaggiatori, un secondo binario per incroci e precedenze a cui si raccordava un piazzale di binari passanti per servizio merci su lato est della stazione.
La stazione era protetta da segnale semaforico di prima categoria. Una torre dell'acqua per il rifornimento idrico completava la dotazione dell'impianto.

## Movimento
Il traffico viaggiatori in partenza e in arrivo dalla stazione fu sempre esiguo e limitato agli agricoltori e a qualche cacciatore. Il maggior uso era per l'invio e il ritorno del personale in servizio dei treni e delle stazioni. L'orario ferroviario in vigore 1975-1976 prevedeva due coppie di treni giornalieri, di categoria locale. Gli arrivi da Catania, alle ore 8:50 e alle 15:42 con proseguimento su Regalbuto; le partenze alle ore 10:10 e alle 17:16.
Dopo la limitazione a Carcaci della linea (interrotta tra Sparacollo e Regalbuto) venne rielaborata l'offerta di servizi mantenendo due coppie giornaliere di automotrici in arrivo, rispettivamente, alle ore 8:32 e alle 16:44 con partenza delle stesse alle ore 8:42 e alle ore 17:05 per Catania.
Il servizio merci comprendeva una coppia di treni omnibus, a giorni alterni, che divenivano giornalieri in periodo di produzione degli agrumi ai quali si aggiungeva l'effettuazione di eventuali ulteriori treni straordinari per derrate.